# Smokin' (Curtis Fuller)
Smokin' è un album di Curtis Fuller, pubblicato dalla Mainstream Records nel 1972. Il disco fu registrato nei primi mesi del 1972 a New York City, New York (Stati Uniti).

## Tracce
Brani composti da Curtis Fuller, tranne dove indicato
Lato A
1. Smokin' – 11:10
2. Jacque's Groove – 6:08

Lato B
1. Sop City – 7:58
2. People Places and Things – 7:14
3. Stella by Starlight – 7:29 (Victor Young, Ned Washington)

## Musicisti
- Curtis Fuller - trombone
- Bill Hardman - tromba
- Jimmy Heath - sassofono soprano, sassofono tenore
- Cedar Walton - pianoforte, pianoforte elettrico
- Ted Dunbar - chitarra
- Mickey Bass - contrabbasso, basso elettrico
- Billy Higgins - batteria[3]